# Danica Patrick

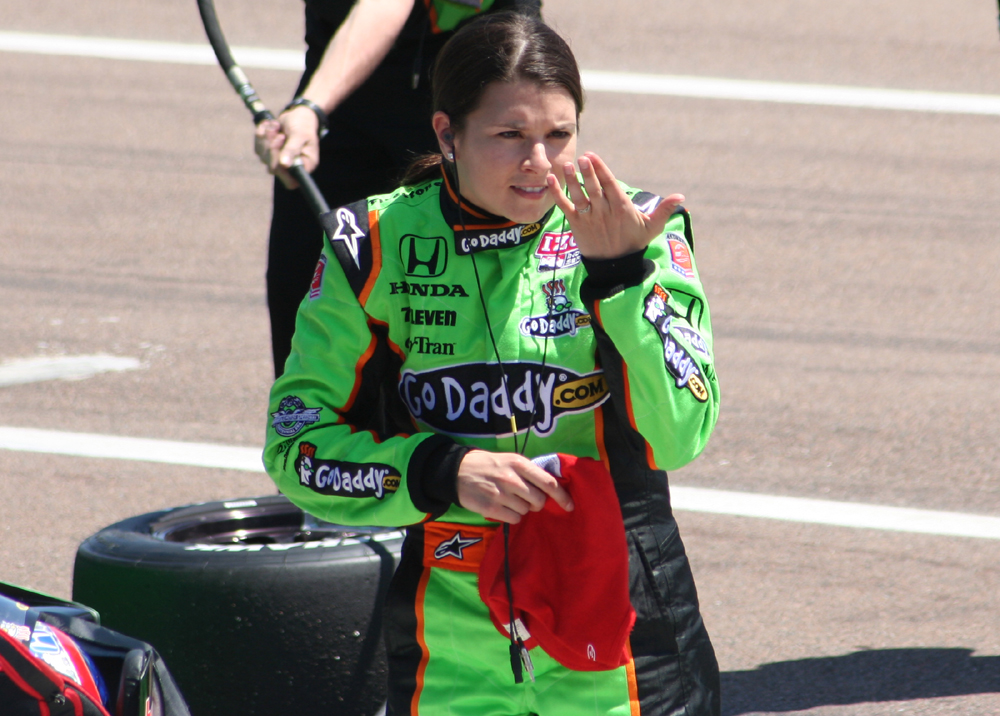
Podczas zawodów St Pete Grand Prix w St. Petersburgu w sezonie 2010

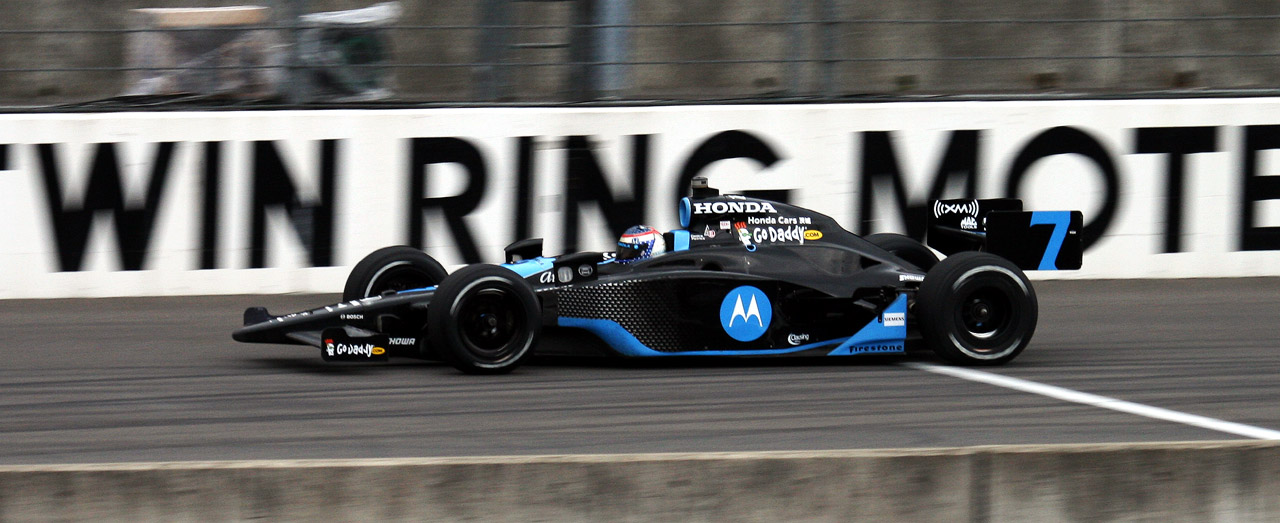
Na torze Twin Ring Motegi w sezonie 2008, gdzie odniosła pierwsze zwycięstwo w IndyCar

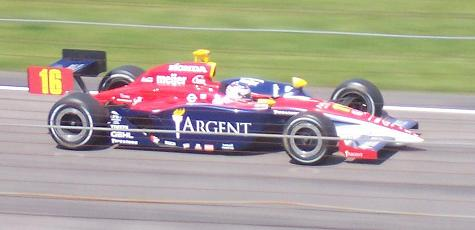
Podczas Indianapolis 500 w sezonie 2006

Danica Patrick (ur. 25 marca 1982 w Beloit, w stanie Wisconsin) – amerykańska zawodniczka startująca w wyścigach samochodowych.

## Początki
Zaczynała od gokartów w 1992 roku i zdobyła tytuł Mistrza Kraju. W wieku 16 lat wyjechała do Wielkiej Brytanii, by móc rozwijać swoją karierę. Jej talent i poświęcenie zostały szybko dostrzeżone. Każdy chciał mieć w zespole kobietę-kierowcę, stąd posypały się propozycje współpracy. Zaczynała w Formule Ford i Formule Vauxhall. Została wicemistrzem Anglii w Formule Ford Festival.
W 2002 roku dostała propozycję pracy od Bobby'ego Rahala. Pod jego skrzydłami wzięła udział w mistrzostwach Barber Dodge Pro Series.
Rok 2003 to przenosiny do innego serialu o nazwie Toyota Atlantic Championship, gdzie wciąż reprezentowała barwy stajni Rahal Letterman Racing (do Rahala dołączył znany prezenter telewizyjny David Letterman). Danica pokazała lwi pazur, pojawiając się niemal zawsze w pierwszej trójce, a w 2004 roku zakończyła mistrzostwa na trzecim miejscu.
Startowała również w American Le Mans Series. W barwach zespołu Prodrive Ferrari zajęła 10. miejsce w Grand Prix Atlanty. Wzięła udział także w 24-godzinnym wyścigu na torze Daytona International Speedway.

## IRL IndyCar Series
W 2005 roku zadebiutowała w cyklu Indy Racing League, w dalszym ciągu reprezentując barwy Rahal Letterman Racing. W tym zespole startowała m.in. razem z Paulem Daną. W lutym 2006 roku, podczas treningu przed wyścigiem na torze Homestead Speedway, kierowca Vision Racing Ed Carpenter uderzył w betonową ścianę, odbił się i zsunął się w dół nachylonego zakrętu. Prawie wszystkim udało się minąć bolid Carpentera, ale Paul Dana uderzył w jego tył przy prędkości ponad 300 km/h. Obaj poszkodowani zostali odwiezieni śmigłowcami do Jackson Memorial Hospital w Miami. Carpenter przeżył (miał obite płuca), ale obrażenia Paula Dany były tak rozległe, że kierowca zmarł. Pozostali kierowcy Rahal Letterman Racing, Danica Patrick oraz Buddy Rice zostali wycofani z wyścigu przez kierownictwo zespołu.
Od 2007 roku broni barw Andretti Green Racing. Największymi sukcesami Patrick (choć nie pod względem samego wyniku) są czwarte miejsce w Indianapolis 500 w 2005 roku, gdzie jako pierwsza kobieta w historii znajdowała się na prowadzeniu wyścigu. W sezonie 2007 dwa razy zajęła trzecie miejsce w wyścigach na torach owalnych w Texas Motor Speedway i Nashville Speedway oraz drugie miejsce na torze Belle Isle w Detroit. Wreszcie 20 kwietnia 2008 roku, jako pierwsza kobieta w historii, wygrała wyścig IndyCar na japońskim torze Twin Ring Motegi.
W sezonie 2009 nie udało jej się odnieść kolejnych zwycięstw, ale dzięki równej, wysokiej formie przez cały rok, zajęła najwyższe w karierze miejsce na koniec sezonu - piąte.

## Styl jazdy
Danica jeździ szybko i prawie zawsze w czołówce, jednak wyraźnie przegrywa rywalizację z bardziej doświadczonymi partnerami z zespołu. Ponadto ma spore problemy z jazdą na tzw. zimnych oponach, tuż po postoju w boksie, lub przy wznowieniu rywalizacji po okresie neutralizacji. W 2007 roku zaliczyła trzy poważne błędy. Na torach Homestead Speedway oraz Kentucky Speedway uderzyła w ścianę wyjeżdżając z boksów, natomiast na Iowa Speedway zainicjowała karambol z udziałem pięciu samochodów.

## Życie prywatne
Od października 2005 roku jest żoną fizjoterapeuty Paula Hospenthala. Przed ślubem przeszła na katolicyzm.

## Starty w karierze
| Sezon | Seria              | Zespół                 | Starty | PP | Zwyc. | Punkty | Pozycja |
| ----- | ------------------ | ---------------------- | ------ | -- | ----- | ------ | ------- |
| 2003  | Formuła Atlantic   | Team Rahal             | 12     | 0  | 0     | 109    | 6.      |
| 2004  | Formuła Atlantic   | Rahal Letterman Racing | 12     | 1  | 0     | 269    | 3.      |
| 2005  | IRL IndyCar Series | Rahal Letterman Racing | 17     | 3  | 0     | 325    | 12.     |
| 2006  | IRL IndyCar Series | Rahal Letterman Racing | 13     | 0  | 0     | 302    | 9.      |
| 2007  | IRL IndyCar Series | Andretti Green Racing  | 17     | 0  | 0     | 424    | 7.      |
| 2008  | IRL IndyCar Series | Andretti Green Racing  | 18     | 0  | 1     | 379    | 6.      |
| 2009  | IRL IndyCar Series | Andretti Green Racing  | 17     | 0  | 0     | 393    | 5.      |
| 2010  | IRL IndyCar Series | Andretti Autosport     | 17     | 0  | 0     | 367    | 10.     |
| 2011  | IRL IndyCar Series | Andretti Autosport     | 17     | 0  | 0     | 314    | 10.     |

## Starty w Indianapolis 500
| Rok  | Nadwozie | Silnik | Start | Wynik | Uwagi            |
| ---- | -------- | ------ | ----- | ----- | ---------------- |
| 2005 | Panoz    | Honda  | 4     | 4     |                  |
| 2006 | Dallara  | Honda  | 10    | 8     |                  |
| 2007 | Dallara  | Honda  | 8     | 8     |                  |
| 2008 | Dallara  | Honda  | 5     | 22    | Wypadek w boksie |
| 2009 | Dallara  | Honda  | 10    | 3     |                  |
| 2010 | Dallara  | Honda  | 23    | 6     |                  |
| 2011 | Dallara  | Honda  | 25    | 10    |                  |